# Янівський став
Я́нівський став (Янівське озеро) — рукотворна водойма, став у Львівській області. Розташований у межах Яворівського району, біля смт Івано-Франкове (колишнє Янів, звідси й назва ставу). 
Площа водойми 193 га, глибина 3—4 м, довжина берегової лінії — 4,3 км. 
Став споруджено на річці Верещиці — лівій притоці Дністра (басейн Чорного моря). Раніше Верещиця впадала до ставу в його північно-західній частині, а випливала з нього — у південній частині. Крім того, став поповнювали води річки Ставчанки (ліва притока Верещиці), яка впадала до ставу з півночі. У 1960-х рр. русла Верещиці та Ставчанки були спрямовані у спеціально споруджені магістральні й обвідні канали. Обвідне русло Верещиці, завдовжки 3,4 км, прокладено навколо північно-східного берега ставу. 
Східна і північно-східна частина ставу прилягає до заповідника «Розточчя», біля південного берега розташоване приміщення адміністрації заповідника. Озеро відоме як місце відпочинку під час перельотів та зимівлі багатьох видів птахів.

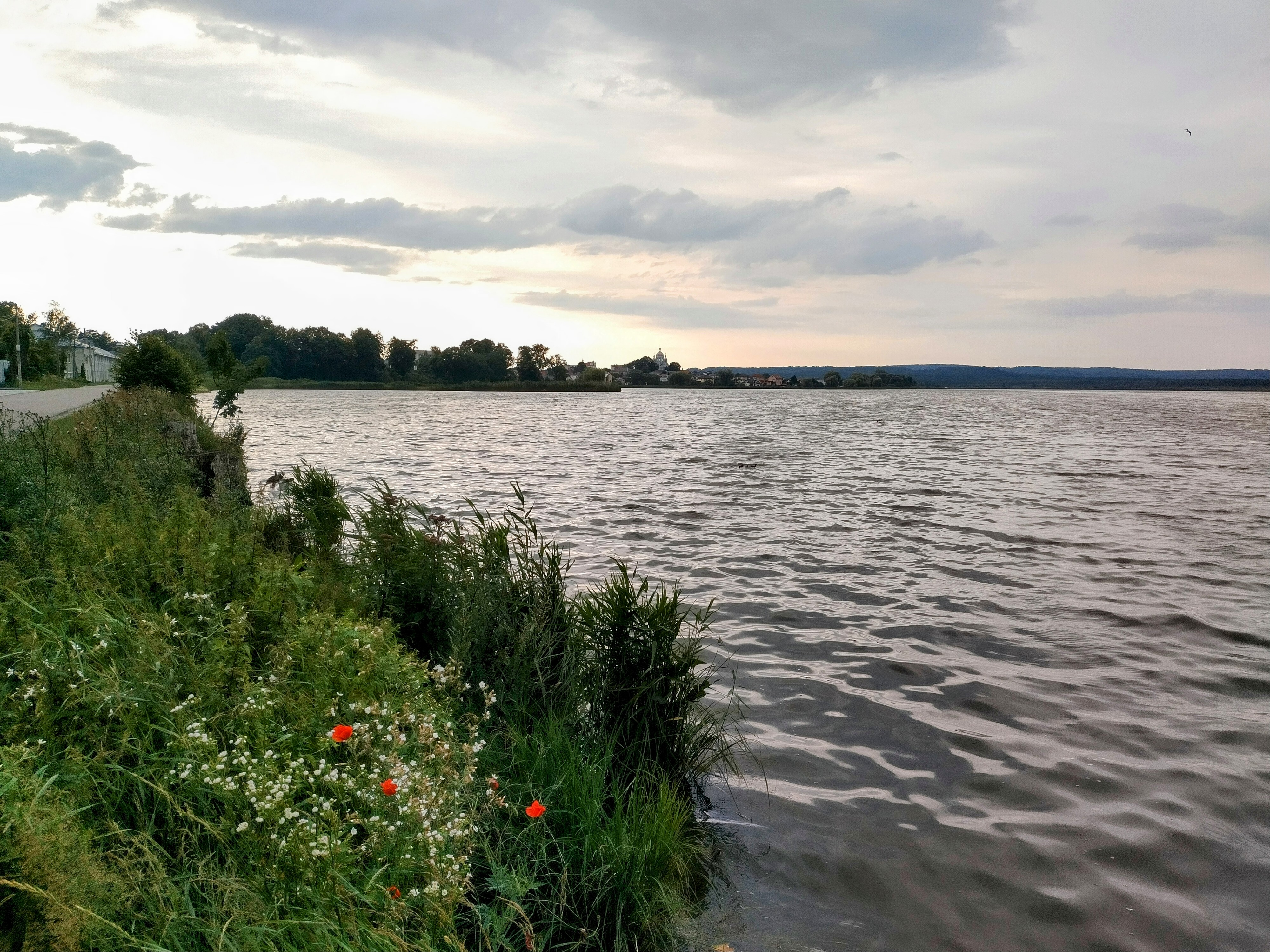
Краєвид на Івано-Франкове

## З історії ставу
Історія ставу тісно пов'язана з історією містечка Янова (нині Івано-Франкове). За свідченнями архівних документів став закладений 1407 р. У 1683 р. його площа становила 642 морги (360 га). До того ж часу відноситься згадка про Янівський став у щоденнику угорського мандрівника Адама Кіралі: він зазначав, що випущена з рушниці куля не долетить до другого берега — такий це великий став. Тоді в ньому водилися щуки, лини, окуні, карасі та інші риби. За даними 1765 р. спуск Янівського ставу один раз на чотири роки давав міській скарбниці 22554 золотих. 
Наприкінці XIX ст. долини Верещиці та її приток були заболочені та майже повністю заліснені. Повноводна в цей час річка, яка меандрувала, з'єднувала між собою Майданський, Малюшевський та Янівський стави. Ці ставки зазначені на карті Австрійського військово-географічного інституту (1877 р.). Про значний рекреаційний потенціал Янівського ставу вже тоді свідчить той факт, що 1886 р. тут організовано один з перших у Галичині відпочинкових центрів, а до 1939 р. діяли пляжі і байдарочний туристичний маршрут по Верещиці до с. Лелехівки. 